# Teatr Formy
Teatr Formy (dawny Współczesny Teatr Pantomimy) - wrocławski teatr prywatny istniejący od 1996 roku. Założony i prowadzony przez Józefa Markockiego, wywodzącego się z Wrocławskiego Teatru Pantomimy i szkoły Henryka Tomaszewskiego. Członkowie zespołu są zawodowymi aktorami oraz adeptami studia aktorskiego Teatru Formy. Formacja nawiązuje do tradycji polskiego mimu zbiorowego. Inspiracją dla spektakli są mity i legendy, utwory literackie Hermanna Hessego (Awatar), Bruno Schulza (Ulica Krokodyli), Knuta Hamsuna (Głód), obrazy Rene Magritte (Fontanna młodości). Operując międzynarodowym językiem gestu nie wymagającym tłumacza, teatr gości na festiwalach w kraju i za granicą.

## Spektakle
- Kreisau 412
- Ulica Krokodyli
- Babel
- Głód
- Walka postu z karnawałem
- Sąsiad
- Hypnos
- Fontanna młodości
- Only you
- Awatar (2009)

## Projekty
- Międzynarodowy Festiwal Teatru Ruchu STREAM Festival (edycja 2011)
- Międzynarodowy Festiwal Pantomimy KINEMA (edycje 2007, 2009, 2010)
- Studio aktorskie - Szkoła Pantomimy
- Europejska Akademia Pantomimy - warsztaty letnie